# 백금산역
백금산역(白金山驛)은 조선민주주의인민공화국 함경남도 단천시에 위치한 철도역이다.1943년에 12월 4일에 개업되었으며,본래 명칭은 용양역(龍陽駅)이다.